# Сколия жёлтоголовая
Сколия жёлтоголовая (лат. Scolia galbula) — вид ос-сколий рода Scolia (Scoliidae). Редкий вид, включённый в Красную книгу Крыма.

## Распространение
Южная Европа, восточное Средиземноморье (включая Крым), Закавказье, Турция, Иран, доходит до Алтая.

## Описание
Среднего размера осы, длина 1-2 см. Тело окрашено в чёрный цвет с жёлтыми отметинами (сплошные жёлтые перевязи на II—III тергитах брюшка и голове), покрыто относительно длинными волосками. Глаза крупные, почковидные. Усики самок состоят из 12, а самцов — из 13 члеников. Тазики передних ног соприкасаются, а средние и задние тазики широко расставленные. В передних крыльях есть две радиомедиальные ячейки и одна замкнутая дискоидальная ячейка; вторая возвратная жилка отсутствует. Голова полностью жёлтая (у близкого вида Scolia fallax голова чёрная, а у Scolia fuciformis — чёрная, но с жёлтым рисунком). Личинки эктопаразиты пластинчатоусых жуков. Самка сколии парализует жука и откладывает на него яйцо, в дальнейшем личинка развивается за счёт жертвы.

## Охрана
Вид занесён в Красную книгу Украины — природоохранный статус: уязвимый. Редкий и локально распространенный немногочисленный вид. Отмечается уменьшение численности вида и сокращение его ареала.
Также включён в Красную книгу Крыма.